# 五木田武信
五木田 武信（ごきた たけのぶ、1937年10月1日 - 2008年8月）は、日本のアナウンサー。NHKを経て民放でフリーアナウンサーとして活躍した。TBSによる大物アナの引き抜きの草分け的存在である。

## 経歴
東京府（現・東京都）出身。明治大学商学部卒業後、1960年にNHKにアナウンサーとして入職。報道番組を中心に出演。NHKのど自慢の司会者を担当していたこともある。
1972年にNHKを退職。フリーアナウンサーに転向すると共に自らの事務所であるオフィスキャラバンを立ち上げる。
1970年代後半に一世を風靡したTBSの朝番組「おはよう720」・「おはよう700」でキャスターを務め、見城美枝子とともに人気を博す。番組内の「キャラバンII」では自らリポーターを務めたり、番組テーマ曲をレコーディングしたこともあった。本人曰く「海外52ヶ国で取材を敢行、第四次中東戦争の現場で爆撃から逃げ回ったり、サハラ砂漠で20日も野宿したことなどが印象に残った」という。
その後、「街かどテレビ11:00」、テレビ神奈川「霞ヶ関レポート」の司会、テレビドラマ「特捜最前線」予告篇ナレーター(204-357話)、TBSラジオ「にっぽん診断・NISSANなるほどステーション」、ニッポン放送「NISSANナマ生ステーション（何が起こるか7時半!、日本全国7時半!、日本全国聴きある記）」のパーソナリティーも務めた。
晩年は講演活動が中心でメディアの出演はないが、懐かしの番組等の特別番組にゲスト出演することもあった。
2008年8月に死去。親族のみで密葬され、知人らは年の暮に喪中はがきで訃報を知った。

## 影響
ヘッドハントした五木田の成功により、TBSは野村泰治・森本毅郎・草野仁らNHK出身者の起用に力を入れるようになった。

## 出演番組

### NHK時代
- NHKニュース
- NHKのど自慢

### フリー後

#### テレビ
TBS
- おはよう地球さん
- おはよう720
- おはよう700
上記はTBSテレビとの局契約時代に出演
- 街かどテレビ11:00

#### チューリップテレビ
- ちゅうりっぷワイド ポップ・ステップ・チューリップ（司会）

テレビ朝日
- 特捜最前線（予告篇ナレーター）

tvk
- 霞ヶ関レポート

#### ラジオ
TBSラジオ
- にっぽん診断・NISSANなるほどステーション

ニッポン放送
- NISSANナマ生ステーション（何が起こるか7時半!、日本全国7時半!、日本全国聴きある記）

## ディスコグラフィー

### シングル
- さよならの夏 c/w 誰もいない海　1975年発売 ユニオンレコード

A面は見城美枝子単独、B面が見城美枝子とのデュエット曲。

### アルバム
- おはよう720第1集 リスボン→東京 70,000KM　1975年発売 ユニオンレコード

ナレーション・歌: 五木田武信, 見城美枝子